# Polypedilum dagombae
Polypedilum dagombae är en tvåvingeart som beskrevs av Vardal, Bjorlo och Ole Anton Saether 2002. Polypedilum dagombae ingår i släktet Polypedilum och familjen fjädermyggor.
Artens utbredningsområde är Ghana. Inga underarter finns listade i Catalogue of Life.